# Sonet 10 (William Szekspir)

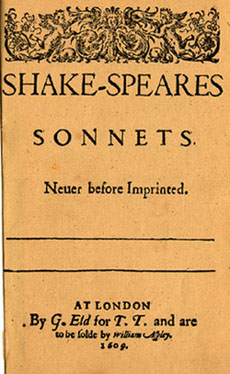
Strona tytułowa pierwszego wydania sonetów Shakespeare’a

Sonet 10 (Niech ci rzec każe wstyd, że kochać nie chcesz) – jeden z cyklu sonetów autorstwa Williama Shakespeare’a.

## Treść
Sonet 10 jest kolejnym, nawołującym młodzieńca do posiadania potomstwa. Jego cechą jest to, że jako pierwszy pokazuje relacje między młodym człowiekiem a podmiotem lirycznym, którego badacze utożsamiają z samym Szekspirem: Jeśli mnie kochasz, stwórz odbicie sobie.